# Бабочка (конфигурация парусов)
Ба́бочка («идти́ ба́бочкой») (англ. wing and wing) — способ расстановки косого парусного вооружения на судне для максимального использования силы попутного ветра. При его применении носовые и кормовые паруса ставят в развёрнутом положении в направлении разных бортов, что даёт возможность увеличить их эффективную поверхность и позволяет им не затенять друг друга. Если судно 1-мачтовое, то оно должно вынести кливер или косой фок, а если 3-мачтовое — убрать бизань. При передвижении на шлюпке ходом фордевинд постановка парусов «бабочкой» способствует не только увеличению скорости, но и снижает рыскание. Обычно ход бабочкой применяют на длинных галсах при силе ветра не выше 4 баллов.